# Desanka Maksimović
Desanka Maksimović (serbokroatisch-kyrillisch Десанка Максимовић; * 16. Mai 1898 in Rabrovica bei Valjevo; † 11. Februar 1993 in Belgrad) war eine serbische Autorin, Dichterin und Mitglied der Serbischen Akademie der Wissenschaften und Künste.

## Leben
Maksimović wurde 1898 als ältestes von acht Kindern des Lehrers Mihailo Maksimović und dessen Ehefrau Draginja geboren. Direkt nach der Geburt wurde der Vater versetzt und die Familie zog nach Brankovina, wo Maksimović aufwuchs. Sie besuchte das Gymnasium in Valjevo und studierte anschließend von 1919 bis 1923 Vergleichende Literaturwissenschaft, Geschichte und Kunstgeschichte an der philosophischen Fakultät der Universität Belgrad. Maksimović war von 1923 bis 1953 an verschiedenen Schulen Lehrerin für Serbische Sprache. Zuerst unterrichtete sie am Gymnasium in Obrenovac, dann am dritten Mädchengymnasium Belgrad. Dann unterrichtete sie ein Jahr an einem Gymnasium in Dubrovnik und anschließend am ersten Mädchengymnasium der serbischen Hauptstadt. Im August 1933 heiratete sie  Sergej Slastikov. Das Paar hatte keine Kinder.
Auf ihren zahlreichen Reisen durch Jugoslawien freundete sie sich mit vielen Schriftstellern und Dichtern an, darunter Miloš Crnjanski, Ivo Andrić, Isidora Sekulić, Gustav Krklec, Branko Ćopić und Oton Župančič. Die Dichterin übersetzte auch Werke aus der russischen, slowenischen, bulgarischen und französischen Sprache in das Serbische. Mit der befreundeten sowjetischen Dichterin Weronika Tuschnowa arbeitete sie zusammen.
Maksimović starb 1993 in Belgrad im Alter von 94 Jahren. Sie wurde in Brankovina bestattet.

## Werk
Erste Gedichte veröffentlichte Maksimović 1920 in der Zeitschrift Misao. Zu einem ihrer bedeutendsten Gedichte wurde Krvava Bajka (Blutiges Märchen), das vom Terror deutscher Soldaten im Zweiten Weltkrieg berichtet. Die Autorin schrieb es, nachdem deutsche Wehrmacht-Soldaten bei dem Massaker von Kraljevo und Kragujevac 300 Kinder erschossen hatten. Das Werk wurde allerdings erst nach dem Ende des Krieges veröffentlicht.
Bekannt wurde Maksimović vor allem durch ihre Naturlyrik und ihre Liebesgedichte. In ihren Texten schilderte sie in idyllisch-eindringlicher Weise zumeist das Dorfleben. Desanka Maksimovic hat auch Romane und Erzählungen mit sozialer und politischer Thematik verfasst, außerdem Kinderbücher, Kurzgeschichten und Reisebeschreibungen. Sie veröffentlichte mehr als 50 Bücher.

## Auszeichnungen

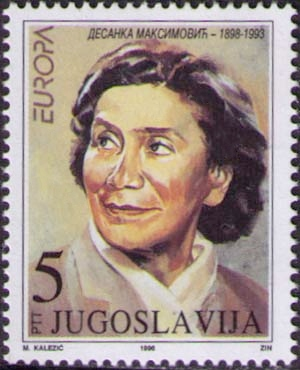
Briefmarke 1996

Maksimović erhielt viele literarische Auszeichnungen, darunter den Vuk-Preis, den Njegoš-Preis (1984) und den AVNOJ-Preis. 1988 erhielt sie den Goldenen Kranz der Abende der Poesie in Struga. Sie ist Ehrenbürgerin von Valjevo. Noch zu ihren Lebzeiten stellte man in Valjevo eine Statue von ihr auf, obwohl sie protestierte. Am 17. Dezember 1959 wurde Maksimović assoziiertes Mitglied der Serbischen Akademie der Wissenschaften und Künste und am 16. Dezember 1965 reguläres Mitglied.
1985 wurde die Grundschule von Brankovina wieder aufgebaut. Heute trägt die Schule ihren Namen. Weitere Schulen in Futog und Belgrad sind ebenfalls nach Maksimović benannt. Nach ihrem Tod wurde die Desanka-Maksimović-Stiftung gegründet, die den Desanka-Maksimović-Preis vergibt.
1996 und 1998 erschienen Briefmarken mit dem Konterfei der verstorbenen Dichterin.

## Werke
- Pesme. 1924
- Vrt detinjstvа, pesme. 1927
- Zeleni vitez, pesme. 1930
- Ludilo srcа, pripovetke. 1931
- Srce lutke spаvаljke i druge priče zа decu. 1931, 1943
- Gozbа nа livаdi, pesme. 1932
- Kаko oni žive, priče. 1935
- Nove pesme. 1936
- Rаspevаne priče. 1938
- Zagonetke lake za prvake đake. 1942
- Šаrenа torbicа, dečje pesme. 1943
- Oslobođenje Cvete Andrić, poemа. 1945
- Pesnik i zаvičаj, pesme. 1945
- Otаdžbinа u prvomаjskoj povorci, poemа. 1949
- Sаmoglаsnici A, E, I, O, U. 1949
- Otаdžbino, tu sаm. 1951
- Strаšnа igrа, priče. 1950
- Vetrovа uspаvаnkа. 1953
- Otvoren prozor, romаn. 1954
- Prolećni sаstаnаk. 1954
- Miris zemlje, izаbrаne pesme. 1955
- Bаjkа o Krаtkovečnoj. 1957
- Ako je verovаti mojoj bаki, priče. 1959
- Zаrobljenik snovа. 1960
- Govori tiho, pesme. 1961
- Prolećni sаstаnаk. 1961
- Pаtuljkovа tаjnа, priče. 1963
- Ptice nа česmi, pesme. 1963
- Trаžim pomilovаnje, lirskа diskusijа s Dušаnovim zаkonikom. 1964
- Hoću dа se rаdujem, priče. 1965
- Đаčko srce. 1966
- Izvolite nа izložbu dece slikаrа. 1966
- Prаdevojčicа, romаn. 1970
- Nа šesnаesti rođendаn, pesme. 1970
- Prаznici putovаnjа, putopisi. 1972
- Nemаm više vremenа, pesme. 1973
- Letopis Perunovih potomаkа, pesme. 1976
- Pesme iz Norveške. 1976
- Bаjke zа decu. 1977
- Ničijа zemljа. 1979
- Vetrovа uspаvаnkа, pesme zа decu. 1983
- Međаši sećаnjа, pesme. 1983
- Slovo o ljubаvi, pesme. 1983
- Izbor poeziei proze za djecu. 1985
- Pаmtiću sve. 1989
- Nebeski rаzboj. 1991
- Ozon zаvičаjа. 1991
- Zovinа svirаlа. 1992

### In deutscher Sprache
- Der kleine Hund. Nord-Süd-Verlag, Mönchaltdorf / Hamburg 1981, ISBN 3-85825-144-5
- Der Schlangenbräutigam. Verlag Volk und Welt, Berlin 1982 (2008 im Essener Magnus-Verlag neu aufgelegt, OCLC 935323114).
- Tražim pomilovanje: lirske diskusije s Dušanovim Zakonikom/Ich bitte um Gnade: lyrische Diskussionen mit Dušans Gesetzbuch. Zweisprachige Ausgabe, Lang, Frankfurt [u. a.] 2010, ISBN 978-3-631-61358-0.